# Vysjnij Volotjok

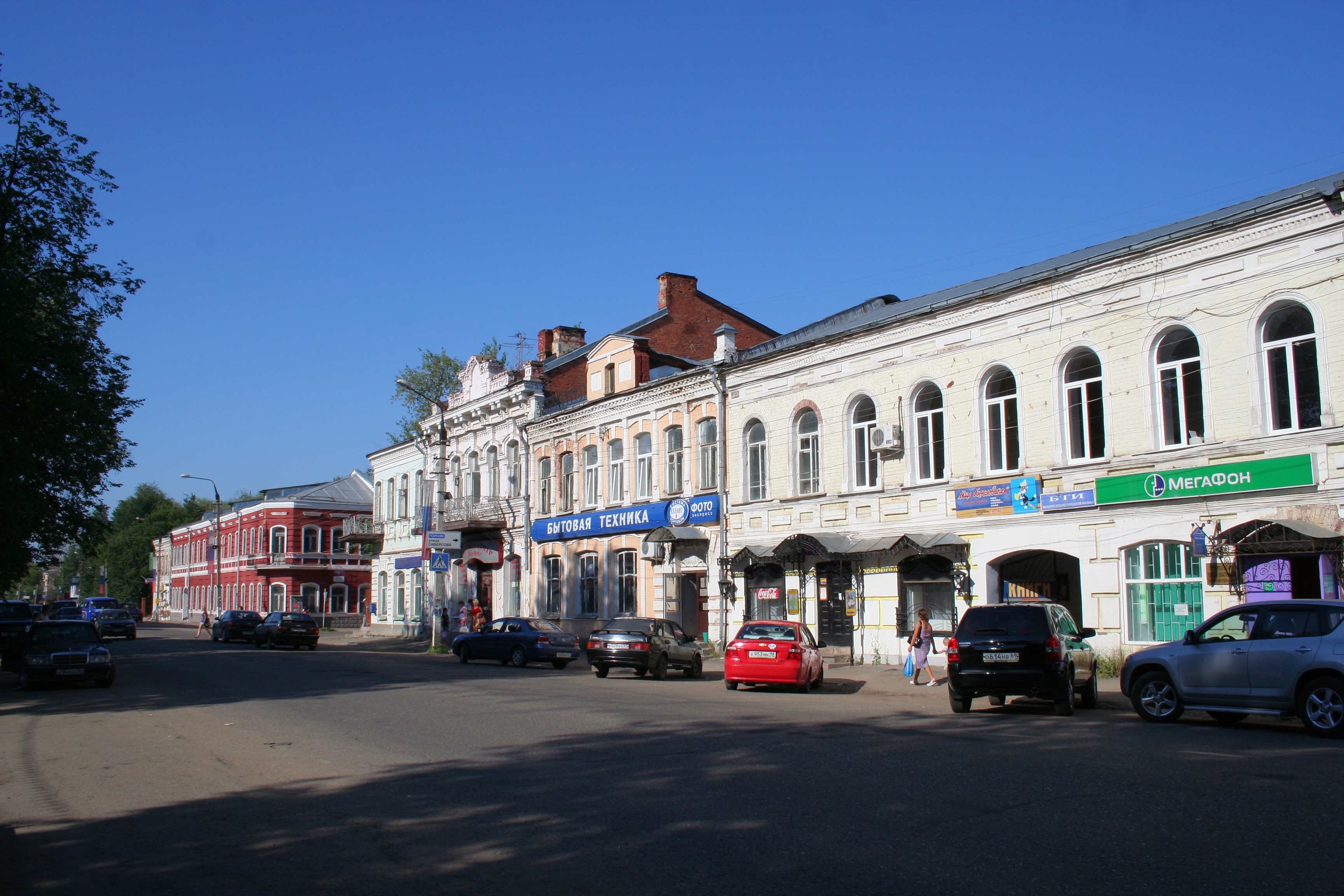
Gata i centrala Vysjnij Volotjok.

Vysjnij Volotjok (ryska Вышний Волочёк) är en stad i Tver oblast i Ryssland. Staden ligger 120 km nordväst om Tver och hade 48 844 invånare i början av 2015.